# Фірсов Василь Никифорович
Василь Никифорович Фірсов (10 серпня 1903, місто Балашов, тепер Саратовської області, Російська Федерація — ?) — радянський державний діяч, 1-й секретар Черкеського обласного комітету КПРС. Депутат Верховної ради СРСР 4-го скликання.

## Біографія
З 1914 по 1919 рік працював різноробочим у місті Балашові.
У 1919—1920 роках — завідувач економічно-правового відділу Балашовського комітету комсомолу (РКСМ).
З травня 1920 по 1922 рік служив у Червоній армії, учасник громадянської війни в Росії.
У 1922—1924 роках — слюсар-мастильник Балашовського міського млина. У 1924—1925 роках — приймальник Балашовського олійного заводу № 26 Саратовської губернії.
Член РКП(б) з 1925 року.
У 1925—1928 роках — завідувач посудного господарства та секретар осередку ВКП(б) Балашовського винзаводу № 2 Саратовської губернії.
У 1928—1929 роках — голова Балашовського окружного відділу професійної спілки харчовиків.
У 1929—1930 роках — слюсар-мастильник Балашовського міського млина.
З лютого по вересень 1930 року — заступник завідувача пункту «Рудметалторгу» в місті Самарканді Узбецької РСР.
У 1930—1931 роках — агент Радколгоспбуду в місті Балашові Нижньо-Волзького краю.
У 1931 році — начальник будівництва радгоспів Нижньо-Волзького краю.
З 1931 по 1932 рік навчався в Тамбовському будівельному технікумі.
У 1932 році — начальник будівництва в Кльоцькому районі Нижньо-Волзького краю.
У 1932—1933 роках — директор Саратовського будівельного тресту.
У 1933 році — заступник директора Саратовського радгосптресту.
У 1933—1937 роках — директор радгоспу «Пятилетка» Колишенського району Нижньо-Волзького (Саратовського) краю.
У 1937—1939 роках — директор радгоспу «Александровский» Новопокровського району Саратовської області.
У 1939—1940 роках — заступник директора Саратовського обласного тресту радгоспів.
У 1940—1944 роках — завідувач сектору, завідувач радгоспного відділу Саратовського обласного комітету ВКП(б).
У 1944—1947 роках — 1-й секретар Балаковського районного комітету ВКП(б) Саратовської області.
У 1947—1948 роках — 1-й секретар Суворовського районного комітету ВКП(б) Ставропольського краю.
У 1948—1950 роках — 1-й секретар П'ятигорського міського комітету ВКП(б) Ставропольського краю.
У 1950 році закінчив заочно П'ятигорський державний педагогічний інститут.
У 1950 — вересні 1952 року — секретар Ставропольського крайового комітету ВКП(б).
У вересні 1952 — січні 1957 року — 1-й секретар Черкеського обласного комітету КПРС.
У 1957—1958 роках — слухач Курсів перепідготовки при ЦК КПРС.
Подальша доля невідома.

## Звання
- політрук

## Нагороди
- орден Вітчизняної війни І ст. (1944)
- орден Трудового Червоного Прапора
- медаль «За перемогу над Німеччиною у Великій Вітчизняній війні 1941—1945 рр.»
- медаль «За доблесну працю у Великій Вітчизняній війні 1941—1945 рр.»
- медалі